# 北方联合电力
北方联合电力有限责任公司簡稱北方电力是中國一間發電公司，屬於中国华能集团非上市部份。北方联合电力是上市公司內蒙華電的母公司。

## 歷史
2004年1月9日，北方联合电力有限责任公司成立。初時股東為内蒙古电力投资（40%）、中国华能集团（20%）、中国神华能源（20%）和中信泰富（20%）。2005年改為中国华能集团（51%）、中信泰富（20%）、中国神华能源（20%）和内蒙古电力投资（9%），注册资本金人民币100亿元。
2006年，中国神华能源又向内蒙古电力投资出售一成股權。2009年，中信泰富向粤电集团出售所持兩成股權，作價19.8亿元人民币。2015年，内蒙古电力投资在内蒙古产权交易中心公开转让其擁有的19%北方联合电力股權。該股權由中国华能集团投得，增持至70%。
北方联合电力與内蒙古电力投资的前身是内蒙古自治区人民政府旗下的内蒙古电力集团所擁有的发电资产。雖然内蒙古电力集团不屬於國家電力公司，但仍受2002年国务院印发的《电力体制改革方案》所影響而實施廠網分離。内蒙古政府以发电资产作為股本，成立了内蒙古电力投资，再將内蒙古电力投资的资产作為认缴北方联合电力的股本。而其他北方联合电力股東亦以現金及发电资产认缴股本。
2017年北方电力向子公司內蒙華電出售北方龙源风力发电81.25%股權，後者成為北方电力孫公司。

## 子公司
來源:
- 內蒙華電 （56.84%）[10]
- 内蒙古蒙华乌海热电
- 内蒙古北方龙源风力发电 （81.25%；己於2017年出售予內蒙華電）
- 内蒙古宝日希勒发电
- 锡林郭勒热电
- 兴安热电
- 内蒙古北联电能源开发
- 内蒙古蒙达发电 （43%）
- 内蒙古北通煤电
- 内蒙古铧尖露天煤炭
- 北方电力煤炭运销 （100%）
- 内蒙古北方蒙西发电
- 内蒙古电力科学研究院 （50%）

## 股權投資
- 神华北电胜利能源 （35.38%）[4]
- 永诚财产保险 （7.91%）[11]